# De sphaera mundi

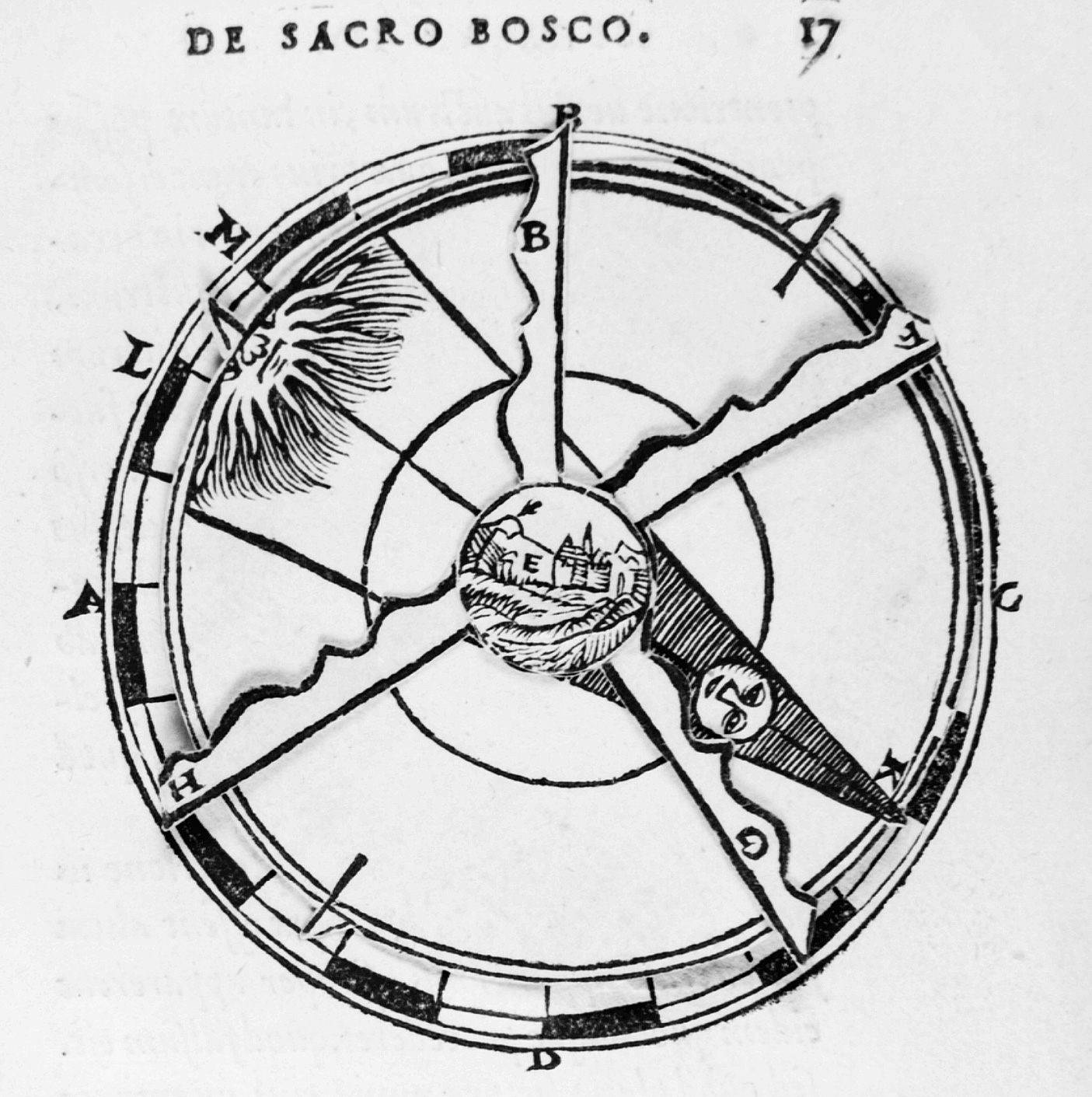
Een rekenschijf uit een 16e-eeuwse editie van Sacrobosco's De Sphaera.

De sphaera mundi (Latijn: Over de wereldbol), ook wel Tractatus de sphaera of simpelweg De sphaera genoemd, is een middeleeuws astronomisch boek.
Het boek werd geschreven door Johannes de Sacrobosco omstreeks 1230, leunend op de Almagest van Claudius Ptolemaeus en de ideeën van de Arabische astronomie. Het was een van de meest invloedrijke werken van de pre-copernicaanse astronomie in Europa.
De eerste gedrukte editie verscheen in 1472 in Ferrara.

## Inhoud
Het boek bestaat uit vier hoofdstukken:
1. Bouw van het heelal (centrum, polen, as van de hemelbol, aantal hemelsferen)
2. Cirkels van de hemelbol (onder meer zodiak, ecliptica, dierenriem)
3. Dagelijkse rotatie van de hemel en klimaat van de aarde. Opkomst en ondergang van sterrenbeelden en de zon.
4. Planeten en eclipsen

## Latijnseaanhef van het boek
(Uitgave Venetië, Adam de Rottweil circa 1478)
Iohannis de sacro busto anglici viri clarissimi sphæra mundi feliciter incipit.
Tractatum de Sphæra quattuor capitulis distinguimus. Dicturi primo quid sit sphæra: quid eius centrum: quid axis sphæræ: quid sit polus mundi: quot sint sphæræ: et quæ sit forma mundi. In secundo de circulis ex quibus sphæra materialis componitur: et illa supercælestis quæ per istam imaginatur componi intelligitur. In tertio de ortu et occasu signorum: et de diversitate dierum et noctium quæ fit habitantibus in diversis locis: et de divisione climatum. In quarto de circulis et motibus planetarum: et de causis eclipsium.